# Passiflora bicuspidata
Passiflora bicuspidata là một loài thực vật có hoa trong họ Lạc tiên. Loài này được (H.Karst.) Mast. mô tả khoa học đầu tiên năm 1871.